# 5 de Mayo, Huautla de Jiménez
5 de Mayo är en ort i Mexiko.   Den ligger i kommunen Huautla de Jiménez och delstaten Oaxaca, i den sydöstra delen av landet, 280 km sydost om huvudstaden Mexico City. 5 de Mayo ligger 1 701 meter över havet och antalet invånare är 149.
Terrängen runt 5 de Mayo är bergig åt nordost, men åt sydväst är den kuperad. Runt 5 de Mayo är det ganska tätbefolkat, med 120 invånare per kvadratkilometer. Närmaste större samhälle är Huautla de Jiménez, 8,3 km sydväst om 5 de Mayo. I omgivningarna runt 5 de Mayo växer i huvudsak städsegrön lövskog.